# Friedrich Mosbrugger

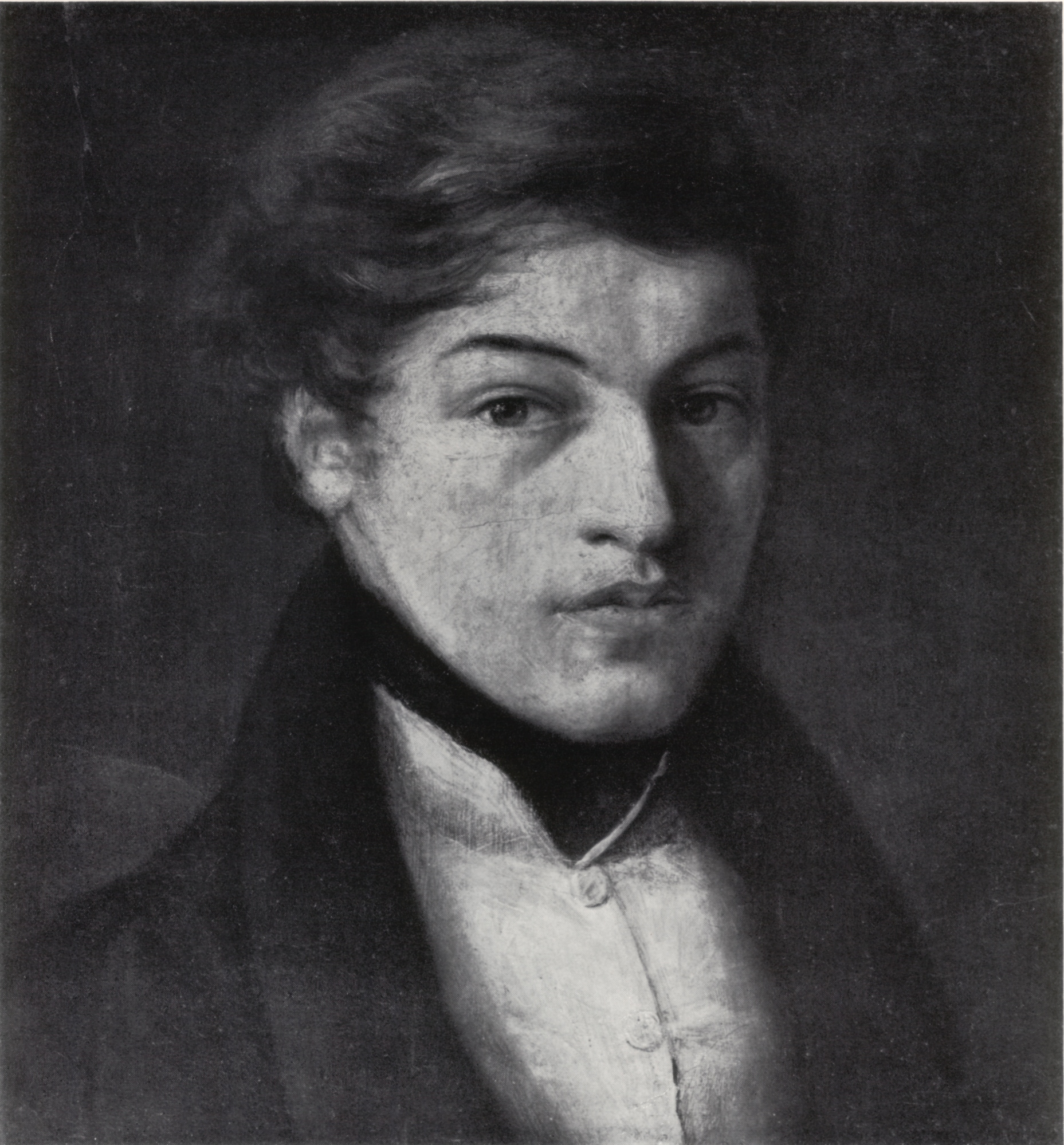
Friedrich Mosbrugger, Selbstbildnis (um 1820/22)

Friedrich Mosbrugger, auch Friedrich oder Fritz Moosbrugger, (* 19. September 1804 in Konstanz; † 17. Oktober 1830 in Sankt Petersburg) war ein deutscher Porträt- und Genremaler  des Realismus und stammte aus der für ihre Baumeister, Stuckateure und Maler berühmte Moosbruggerfamilie.

## Leben

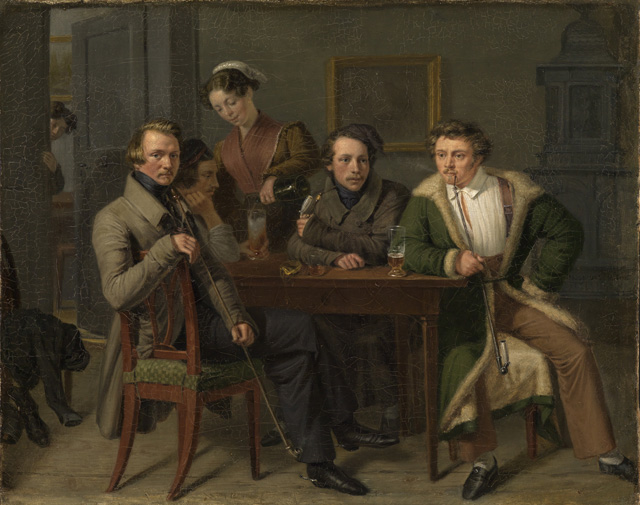
Eisenlohr und seine Freunde

Mosbrugger wurde 1804 als Sohn des Königlichen Porträt-Hofmalers Wendelin Moosbrugger (1760–1849), in Konstanz geboren. Er studierte an der Akademie der Bildenden Künste in München bei Johann Peter von Langer. Nach einem Aufenthalt in Forbach im Schwarzwald im September 1827, folgte er seinem Freund, dem Architekten Friedrich Eisenlohr nach Italien und schloss sich wohl dessen Freundeskreis an. Zudem ließ er seine Bilder von Joseph Anton Koch kritisieren. Er kehrte 1829 zurück und verstarb auf 1830 in Sankt Petersburg während einer Russland-Reise im Alter von nur 26 Jahren.
Moosbrugger war mit dem späteren Konstanzer Bürgermeister Karl Hüetlin verwandt.

## Werke (Auswahl)

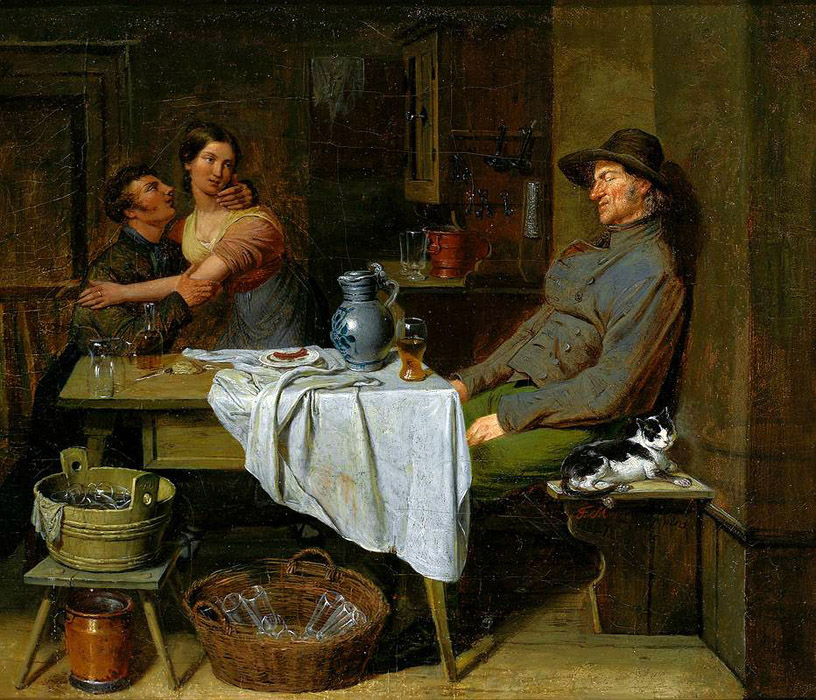
Conversation

- Der Improvisator, Lithographie 1825/26
- Friedrich Eisenlohr, Porträt 1829
- Frau Hofgerichtsadvokat Merk & Hofgerichtsadvokat Lukas Merk (artnet 1994)
- Anna Margaretha Heusler, geb. Bischoff, im Alter von 25 Jahren, Frau Hofgerichtsadvokat Merk & Hofgerichtsadvokat Lukas Merk (artnet 1994)
- Selbstbildnis, Frau Hofgerichtsadvokat Merk & Hofgerichtsadvokat Lukas Merk (artnet 1993)